# Glaucidium minutissimum
Glaucidium minutissimum là một loài chim trong họ Strigidae.